# 道の駅川口・あんぎょう
道の駅川口・あんぎょう（みちのえき かわぐち・あんぎょう）は、埼玉県川口市にある国道298号の道の駅である。
川口市の伝統産業である植木・園芸・造園産業の拠点施設、川口緑化センター「樹里安」に併設されている。

## 概要
道の駅いちかわとともに、東京23区に隣接する市にある道の駅である。開駅当初は東京都心から最も近い位置にある道の駅であったが、2018年（平成30年）4月7日に道の駅いちかわが開駅後は、それに次いで2番目に近い道の駅となっている。

## 施設[1]
- 駐車場（普通車154台、大型車5台、身体障害者用3台）
- トイレ（男24、女15、身体障害者用2）
- 公衆電話
- 電気自動車用急速充電器（有料）

## 川口緑化センター「樹里安(じゅりあん)」

施設の紹介
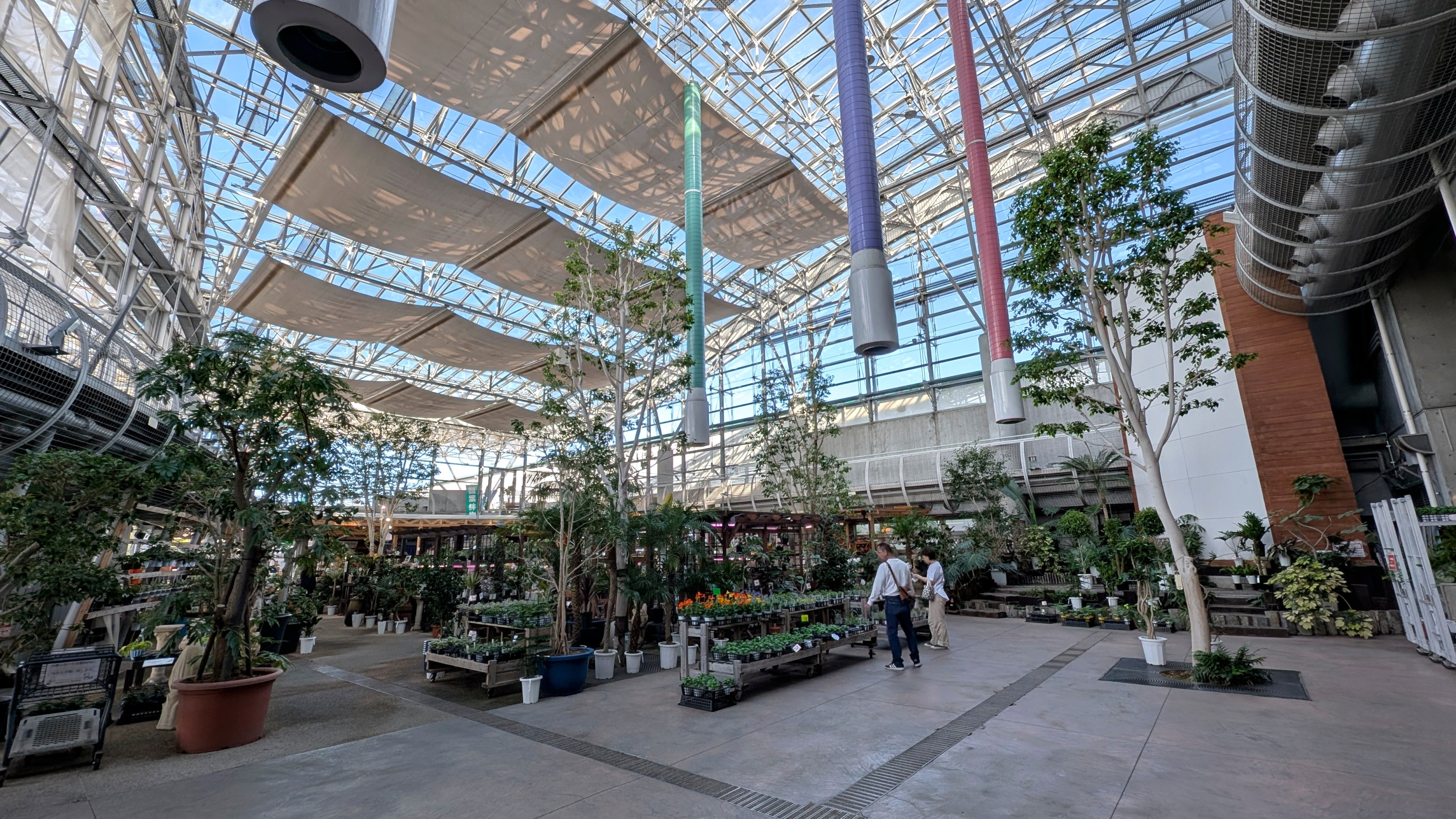
1F アトリウム
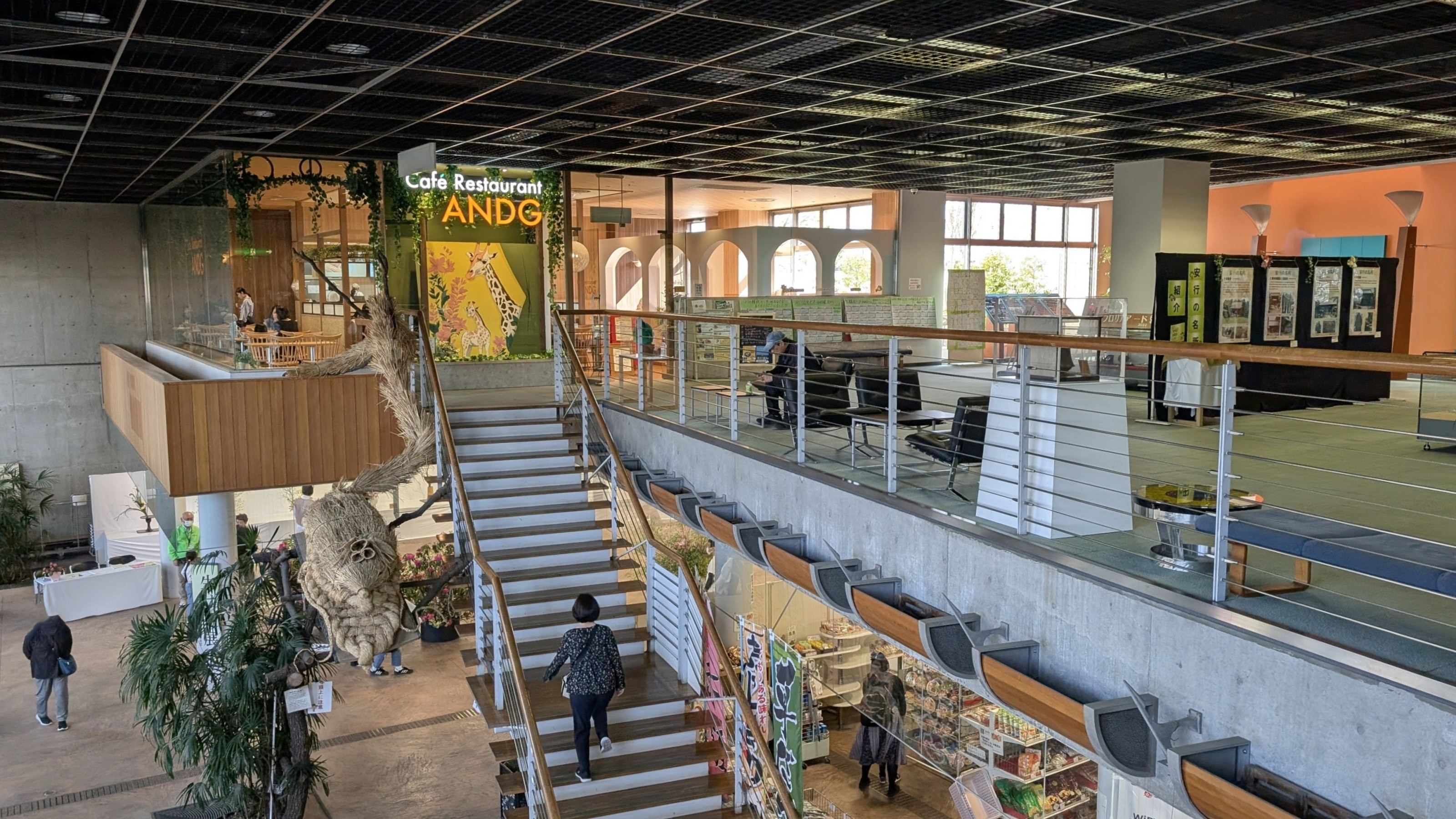
1F 2F 階段周辺
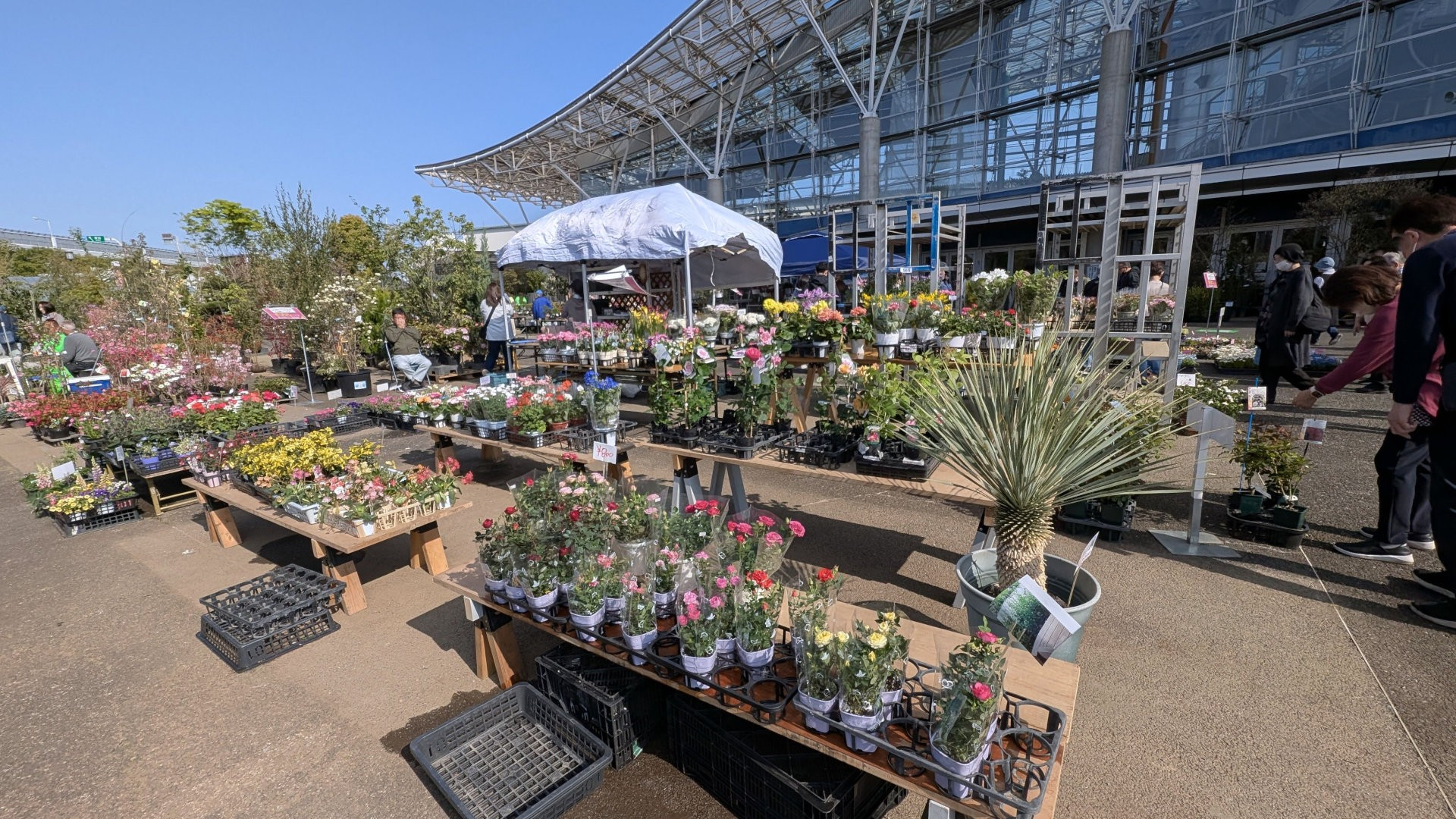
園芸販売所
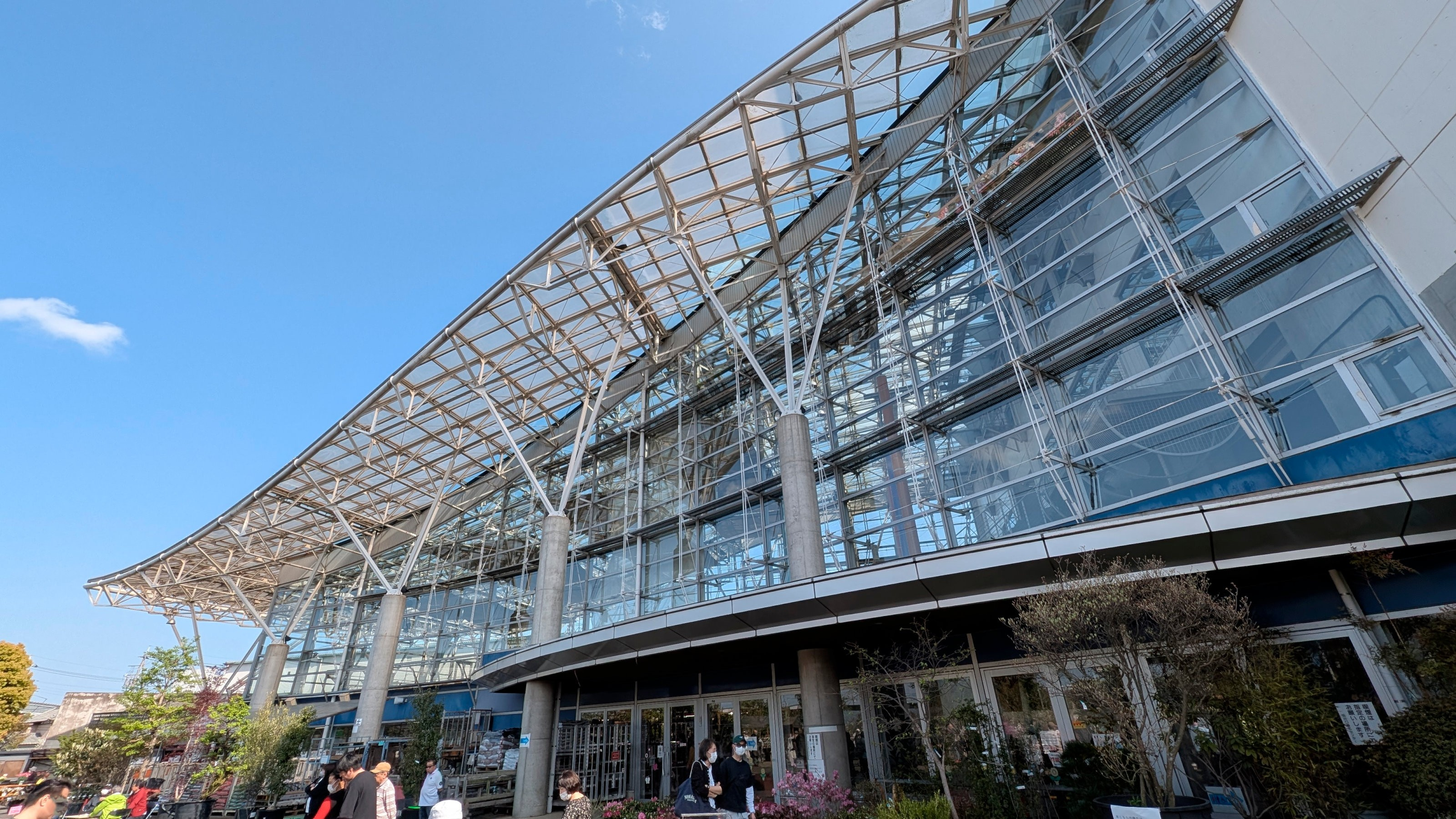
温室屋根の曲線美
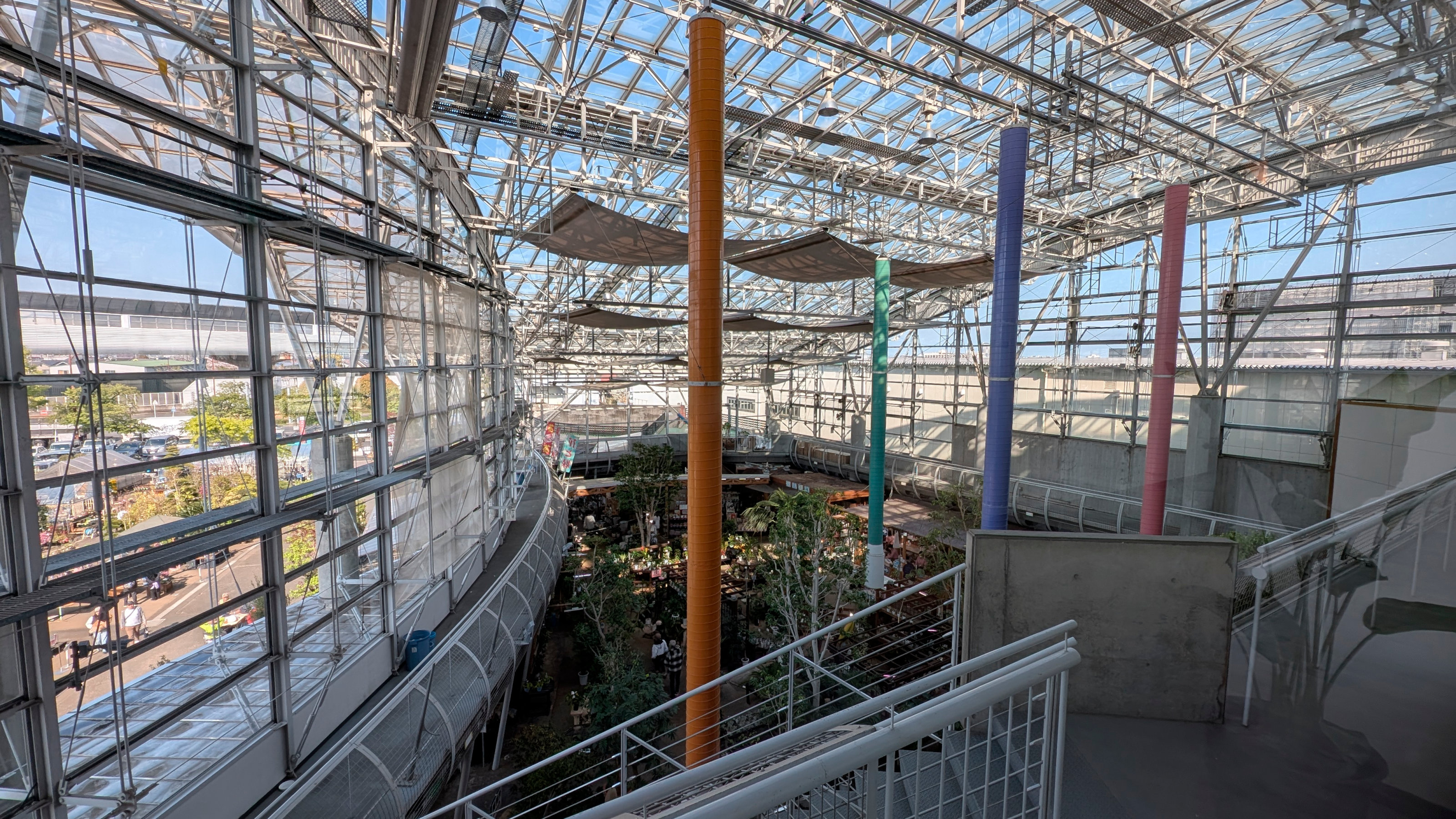
2F 目の前に循環ダクト
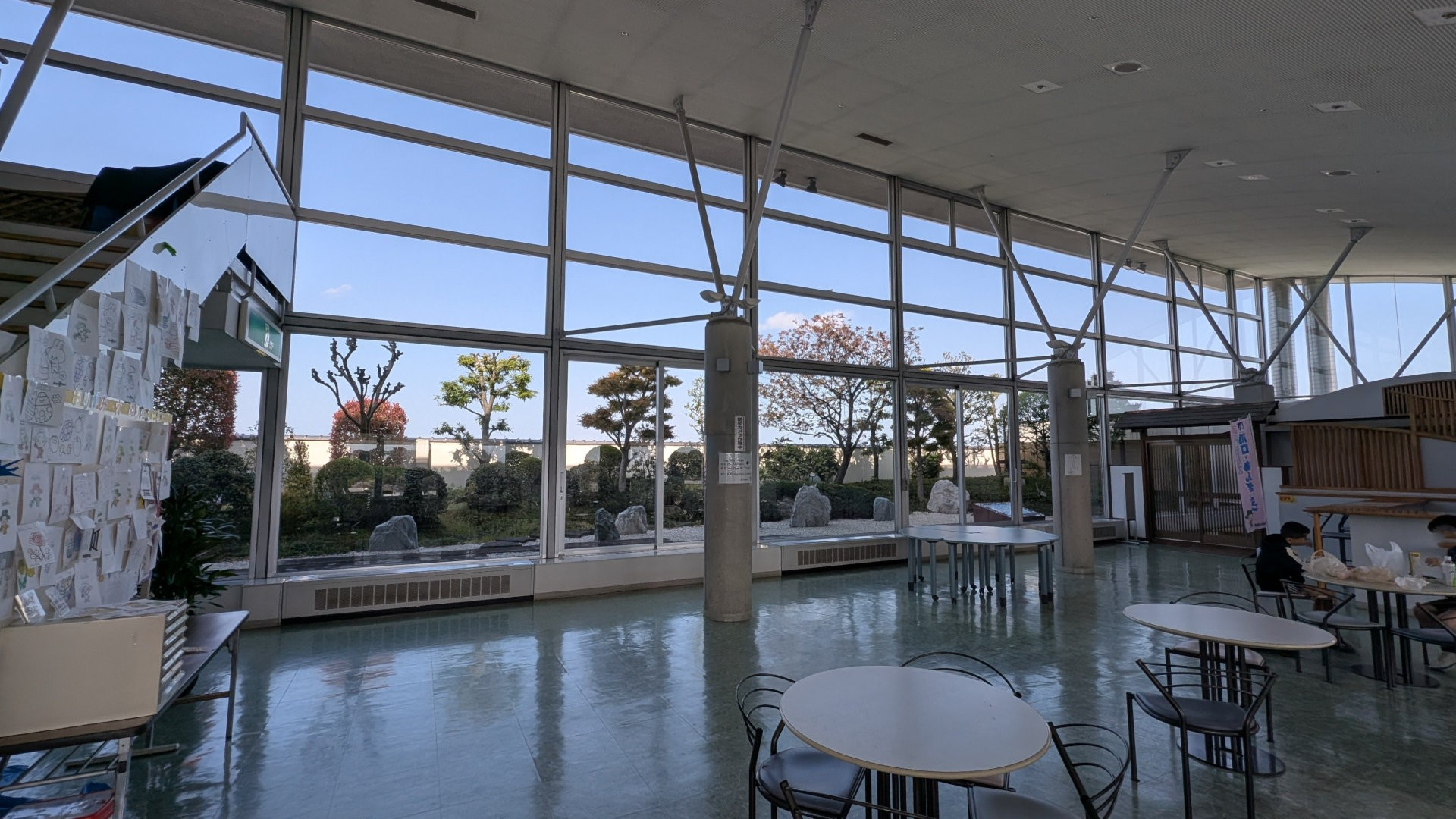
5F ラウンジ、日本庭園
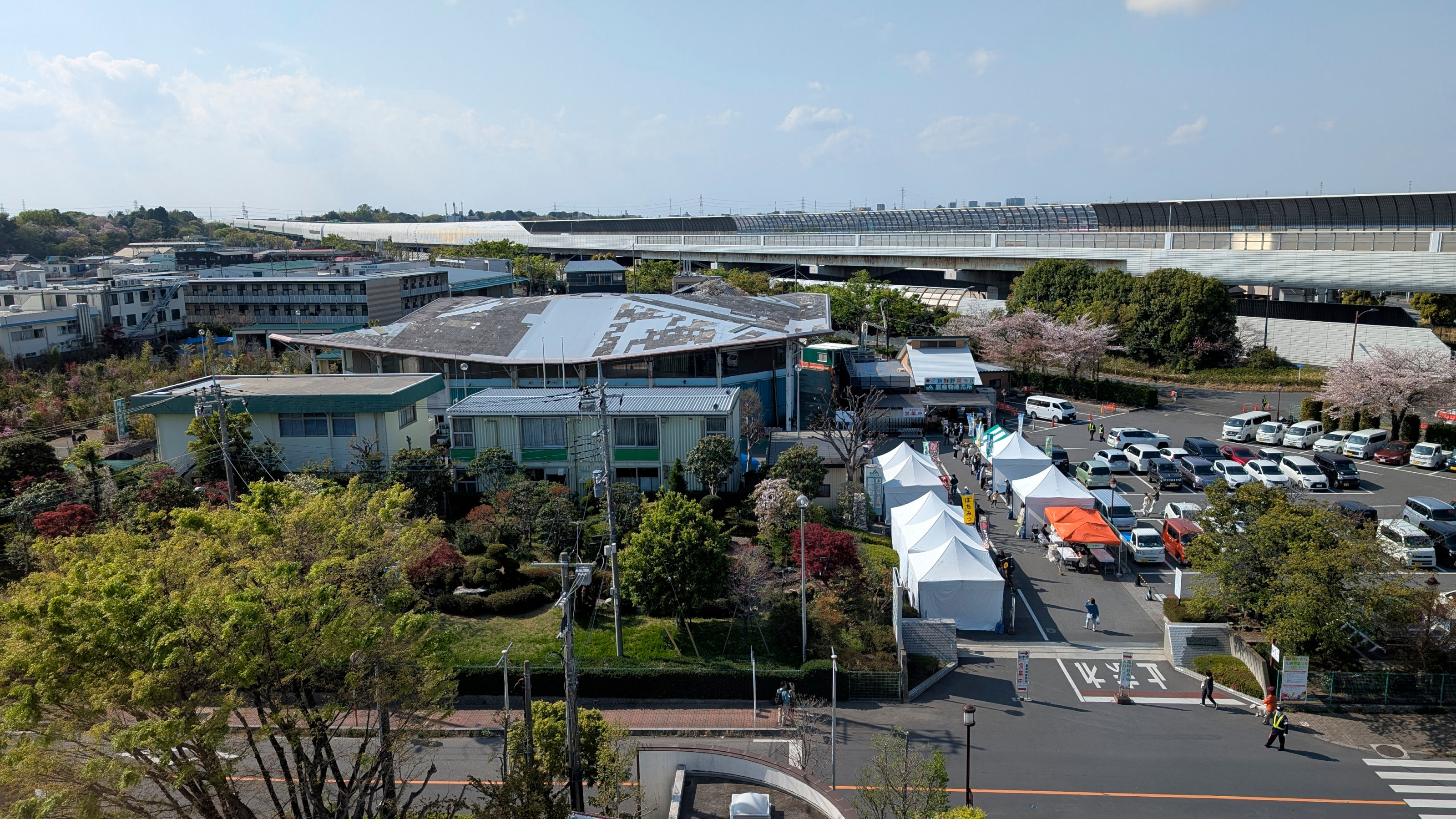
隣接する外環道

## 川口緑化センター「樹里安(じゅりあん)」[2][3]
- 1階
  - 情報ターミナル
  - アトリウム
  - 園芸販売所[4]
  - 自販機コーナー
  - 和菓子販売店
  - 軽食コーナー（そば、うどん）
  - 授乳スペース、おむつ交換スペース
- 2階
  - カフェレストラン
  - 資料展示コーナー
- 3階
  - 会議室
- 4階
  - 管理事務所
  - 図書コーナー
- 5階
  - 会議室
  - 日本間
  - ラウンジ
  - 屋上庭園

- 施設の紹介
- 1F アトリウム
- 1F 2F 階段周辺
- 園芸販売所
- 温室屋根の曲線美
- 2F 目の前に循環ダクト
- 5F ラウンジ、日本庭園
- 隣接する外環道

### 植物取引センター
- 安行植物取引所（業者の方のみ）（植木せり場）
- 安行植物取引所　植木販売部（一般の方向け販売）
- 卸売事務所（安行植物取引所）
- JAさいたま　安行農産物直売所

## 休館日
- 年末・年始及び施設点検日（2月、7月の2回）
- テナント：月曜日（月曜祝日の場合は翌火曜日が休み）[5]

## アクセス
車・電車・バスを利用

## 周辺
- 川口市営植物取引センター
- 安行吉蔵治水緑地
- 埼玉県花と緑の振興センター
- 安行公園
  - 川口市立安行スポーツセンター
- 川口中央青果市場